# Giuseppina Negrelli
Gioseffa Franca Elisabetta Giovanna Negrelli, soprannominata Giuseppina (Fiera di Primiero, 27 maggio 1790 – Mezzano, 18 dicembre 1842), sorella di Luigi Negrelli, progettista del Canale di Suez, divenne nota per la sua presunta partecipazione agli scontri legati alla quinta coalizione.

## Biografia

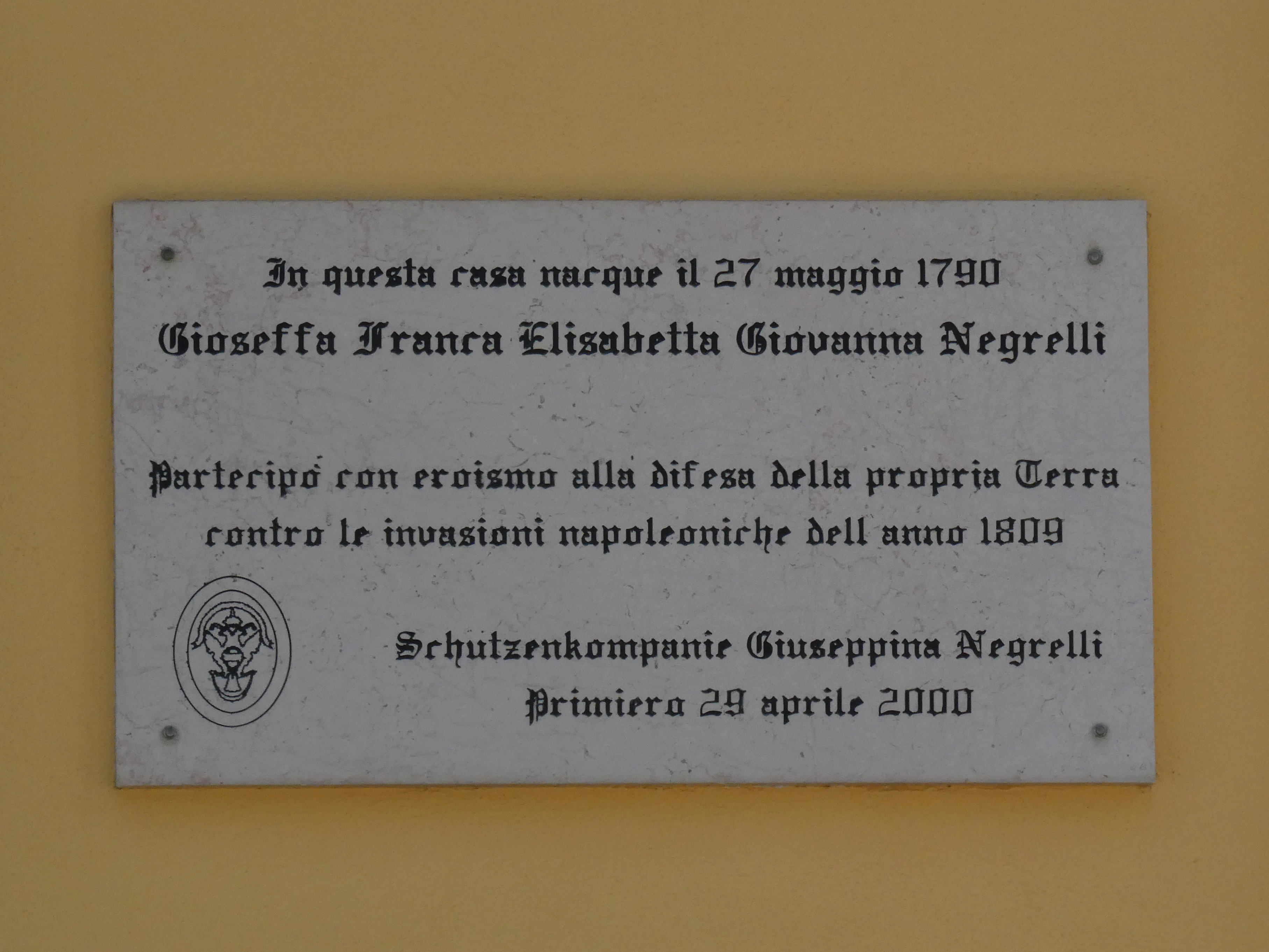
Targa sulla casa natale a Fiera di Primiero

Giuseppina Negrelli nacque in una numerosa e ricca famiglia di commercianti di legname originaria, col cognome Negrello e per parte paterna, della Liguria. Il padre Angelo Michele fu il primo a portare il cognome Negrelli e fu borgomastro di Fiera mentre la madre, Elisabetta Würtemperger, fu di origini altoatesine. La coppia ebbe undici figli e tutti, avendo il padre di madrelingua italiane e la madre di madrelingua tedesca, impararono presto a conoscere entrambe le culture, furono bilingui e seppero farsi apprezzare dalle due comunità linguistiche del luogo.
Giuseppina quindi nacque il 27 maggio 1790 a Fiera di Primiero, in Trentino, che al tempo era dominio degli Asburgo.
Il famoso fratello Luigi, nato nel 1799, ebbe notorietà a livello internazionale avendo lavorato in Italia, Austria, Svizzera ed altri Paesi europei come ingegnere, ma in particolare per aver progettato il canale di Suez.
Altre notizie biografiche sono desunte essenzialmente dalle memorie del padre Angelo Michele o dai testi che parlano del fratello Luigi.

### Contesto storico
Nel 1805 il Tirolo era stato annesso al Regno di Baviera. Il 10 aprile 1809 il neo costituito Impero Austriaco dichiarò guerra al Primo Impero francese e ai suoi alleati, cominciando così la guerra della quinta coalizione. L'esercitò austriaco invase il territorio del Regno di Baviera, inclusa la zona del Primiero.

### "Imprese" di Giuseppina nel racconto del padre
Nel Primiero gli austriaci costituirono una "Commissione di difesa" con a capo Angelo Michele Negrelli;  vennero inoltre create sei compagnie di Tiroler Schützen che dovevano affiancarsi all'esercito regolare. Le compagnie furono messe agli ordini dei capitani Francesco Bosio di Canale, Luigi Savoi di Soprapieve, Luigi Piazza di Imer, Francesco Zorzi di Mezzano, del conte Villabruna di Transacqua e del conte Giuseppe Welsberg di Fiera. Quest'ultimo era il padrino di Giuseppina e fu colui che la spinse ad abbracciare attivamente la causa asburgica. Nelle sue memorie il padre descrive l'episodio in termini non entusiastici: 
In uniforme e con i capelli accorciati, Giuseppina frequentò assieme al Welsberg la milizia territoriale, presso i passi al confine con il Veneto, da cui si temeva un avanzamento delle truppe napoleoniche.  Queste, tuttavia, non progettarono mai seriamente di avanzare nella valle e si limitarono ad una ricognizione timidamente condotta della zona.  In una di queste compagnie, un capitano francese travestito da civile fu fermato nel tentativo di attraversare il confine, presente Giuseppina.  Secondo quanto scrive il padre, questo evento ha contribuito in modo determinante alla diffusione della notizia che una giovane donna di Primiero era al comando di una compagnia di volontari che proteggeva il confine con Feltre.
Oltre a questo Giuseppina partecipò ad una sortita nel territorio feltrino. Tale incursione fu decisa in seguito ad una voce che affermava che il vescovo di Feltre, ritenuto filofrancese, si trovava a Dussano, paesino facilmente raggiungibile da Primiero. I miliziani primierotti ne progettarono il rapimento. Il Negrelli racconta che, dopo essersi assicurato che il vescovo si trovasse da tutt'altra parte, autorizzò l'azione:
L’azione "fallì miseramente" ed ebbe come unico risultato il furto di alcuni abiti della canonica di Dussano che però vennero "restituiti prontamente" ai legittimi proprietari.
Si diffusero quindi ulteriori voci secondo cui nel feltrino delle donne erano state coinvolte nelle azioni condotte dagli insorti nei territori veneti (Cadore, Feltrino ed Agordino), dove venivano descritti come "briganti", a causa dei saccheggi e delle violenze perpetrate; una di queste dicerie affermava in particolare che la Negrelli era stata vista di fronte a Feltre assieme ad altri "briganti" mentre sventolava una bandiera..
Dopo la guerra il resto della vita della Negrelli trascorse senza particolari eventi: nel 1816 sposò Antonio Zorzi ed ebbe tre figli, Francesco, Michelangelo ed Eugenia. Morì a Mezzano la sera del 18 dicembre 1842, forse a causa di una flebite durata sessanta giorni. Fu tumulata nel cimitero del paese due giorni dopo.

### Difficile ricostruzione storica
Alcune fonti danno per sicura la partecipazione di Giuseppina Negrelli e del padre alla rivolta contro i francesi guidata da Andreas Hofer. Secondo queste versioni il padre sarebbe stato fatto prigioniero nel 1809 e sarebbe tornato a casa solo nel 1814. La figlia invece si sarebbe rifugiata a Feltre.

## Invenzione del mito dell'eroina trentino tirolese

### Oblio
Dopo la morte, la Negrelli e le sue presunte imprese militari vennero dimenticate.  Nel Tirolo nazionalista di fine '800 - inizio '900 un'italiana non avrebbe potuto essere oggetto di celebrazioni patriottiche e nella cultura trentina irredentista celebrarla come protagonista nelle lotte antinapoleoniche a sostegno degli Asburgo sarebbe stato oggetto di imbarazzo e senza interesse per la ricostruzione storica italiana. Non si replicò quindi il processo di invenzione della tradizione avvenuto con altri protagonisti delle guerre napoleoniche, come con l'invenzione del mito di Andreas Hofer o con la leggenda di Katharina Lanz.

### Riscoperta e strumentalizzazione
Solo in tempi recenti (anni 2000) la figura di Giuseppina Negrelli è stata recuperata dagli Schützen trentini ad imitazione di altre figure di "eroi tirolesi": se dietro al precedente silenzio poteva esservi l'imbarazzo davanti a una donna dalla nazionalità "sbagliata", attualmente si palesa "un uso strumentale volto a ricostruire l'identità tirolese dei trentini".  Giuseppina è pertanto "...divenuta suo malgrado eroina di una improbable difesa dei confini di Primiero da un tentativo di invasione francese mai realmente preso in seria considerazione dai distaccamenti napoleonici operanti nella zona del Feltrino e dell’Agordino contigua alla valle."
La compagnia Schützen di Primiero è intitolata alla Negrelli e nell'agosto 2011 le ha dedicato un cippo in località Pontet di Imer. Viene inoltre ricordata dalla Federazione Schützen trentina con una cerimonia che si tiene in occasione dell'anniversario della sua morte. Della sua vita sono fornite narrazioni celebrative e palesemente agiografiche:
(Sito della Schützenkompanie Giuseppina Nigrelli (Fiera di Primiero))

## Riconoscimenti
Un sentiero della SAT nelle vicinanze del rifugio Ottone Brentari porta il suo nome.